# Middle East Broadcasting Center
Middle East Broadcasting Center (Близькосхідний радіомовний центр, або MBC) який в арабському світі називається MBC Group, є саудівським конгломератом засобів масової інформації в регіоні Близького Сходу та Північної Африки. Був запущений в Лондоні в 1991 році, а пізніше, переміщений до штаб-квартири в Дубаї у 2002 році. Група має безліч каналів, починаючи від новин і закінчуючи музикою та розвагами, а саме канали MBC1, MBC2, MBC3, MBC4, MBC 5, MBC Action , MBC MAX, MBC Persia, MBC Bollywood, Al Arabiya, Wanasah та MBC Drama. Медіахолдінг також має дві радіостанції: MBC FM та Panorama FM.

## Історія
MBC була заснована в 1991 році та спочатку мала головний офіс у Лондоні. Лондон був обраний таким чином, щоб його розглядали як відірваний від арабських урядів, однак пізніше його штаб-квартира була перенесена до Дубаю. Метою MBC було забезпечити погляд на світ "очима Аравії". Фінансування MBC в основному здійснюється за рахунок комерційних джерел, що забезпечує опору для транснаціональних корпорацій на арабському ринку.
MBC була першим мовником, який забезпечив супутникову цілодобову телевізійну мережу в цілому в арабському світі. Він залишається у приватній власності, ним керує група бізнесменів та акціонерів, включаючи голову та генерального директора шейха Валіда Аль Ібрагіма. Список акціонерів ніколи не перевірявся, хоча американський академік заявляє, що він належить членам королівської родини Саудівської Аравії, і через витоки каналів виявилося, що послу США повідомили, що MBC належить Валіду Аль Ібрагіму, голові каналу та швагер покійного короля Фахда, половина прибутку надходить сину короля Фахда, Абдулазізу бін Фахду.
Телевізійний блок MBC, MBC TV, транслює через супутники Arabsat та Nilesat. У компанії працює понад 1800 співробітників по всьому світу. Перша станція у групі, MBC1, пропонує як розважальний, так і інформаційний контент. MBC News о 21:00 забезпечує висвітлення вітчизняних та міжнародних новин. Станом на 2011 рік MBC повідомляв про 165 мільйонів глядачів.
У квітні 2021 року Youtube анонсував запуск арабської версії Youtube Kids для регіону MENA с трансляцією мультфильмів з телеканалу MBC 3.